# Дейвід А. Черрі
Дейвід Черрі (англ. David A. Cherry; народився 14 грудня 1949) — американський художник, автор та ілюстратор наукової фантастики та фентезі, а також виконав значну роботу як художник-маркетолог, концептуальний художник і 3D-модельєр у індустрії виробництва ігор. Черрі працював лектором і керівником мистецького відділу, а також керівником магістерської програми для художників у The Guildhall при SMU (Південний методистський університет), аспірантурі, призначеній для навчання людей, які хочуть працювати в індустрії виробництва ігор. Черрі також був адвокатом, а також президентом Асоціації художників наукової фантастики та фентезі (1988—1990). Його одинадцять разів номінували на премію «Г'юго» та 18 разів на премію «Чеслі» (з 8 перемогами).
Незважаючи на те, що Черрі легко працює з олійним живописом та більшістю інших традиційних засобів, Черрі зазвичай працює акриловими фарбами. Як ілюстратор літературних творів, Черрі ілюстрував або створював обкладинки для таких авторів, як Стівен Р. Дональдсон, Меріон Зіммер-Бредлі, Лоїс Макмастер Буджолд, Террі Брукс, Вільям Шетнер, Дейвід Брін, Лайон Спрег де Кемп, Пол Андерсон, Пірс Ентоні, Джон Браннер та його сестра Сі Джей Черрі, серед інших. Видавці, для яких Черрі працював, включають DAW Books; Нова американська бібліотека; Ballantine Books; Дель Рей Букс; Ace Books; TOR Books; Friedlander Publishing Group; Pocket Books; Phantasia Press; Donald M. Grant Publishing; The Hamilton Collection; Skybox Press; The Science Fiction Book Club; Bits and Pieces; Precedence Publishing; Pegasus Publishing; Iron Crown Enterprises; The Bradford Exchange; The Donning Company Publishers та багато інших.

## Життєпис: 1949—1982
Дейвід Алан Черрі народився в Лоутоні, штат Оклахома, у родині Безіла Лафайєта Черрі та Лоїс Рут Черрі. Коли народився Безіл, дід Черрі по батьковій лінії, Роберт Едвард Черрі, був ковбоєм, який бив худобу в новому штаті Оклахома. Батьки Черрі з Анадарко, штат Оклахома. Єдина сестра Черрі — Керолін Дженіс Черрі, більш відома як Сі Джей Черрі, одна із найкращих авторок фентезі та наукової фантастики. Коли народився Девід, Сі Джей було сім.
Мати Черрі навчала його вдома до дитячого садка, в результаті чого, коли він пішов у перший клас початкової школи BC Sweeney у Лотоні, то міг писати та читати на рівні четвертого класу. Коли йому було дев'ять років, сім'я Черрі переїхала до Оклахома-Сіті, де він відвідував початкову школу Ендрю Джонсона, потім початкову школу Ріджв'ю, середню школу Герберта Гувера та середню школу Джона Маршалла. Мистецтву він навчився здебільшого у своєї сестри Сі Джей Черрі, яка навчила його основам теорії кольору та пропорцій. Сестра Черрі також закінчила середню школу Джона Маршалла на сім років раніше за нього. У коледжі вона вивчала класику в Університеті Оклахоми. Після закінчення навчання з відзнакою Сі Джей отримала стипендію Вудро Вільсона, за якою вона отримала ступінь магістра з класики в Університеті Джона Гопкінса в Балтиморі, штат Меріленд. Усе це привело Сі Джей до Оклахома-Сіті та середньої школи Джона Маршалла, де вона стала вчителькою, а Черрі був учнем на останньому курсі латини та стародавньої історії.
Коли настала черга Черрі вступати до коледжу, він теж вступив до університету Оклахоми. Він хотів вивчати мистецтво, але відмовився від цього, коли побачив, що доступні йому художні школи викладають лише сучасне мистецтво, яке він описав як «кидання фарби на дошку, а потім розплавлення по ній іграшкових танків на знак протесту проти війни у В'єтнамі». Замість цього він спеціалізувався на латинській мові та відвідав якомога більше курсів грецької, французької, німецької та стародавньої історії. У 1972 році він закінчив навчальний заклад у десяти відсотках кращих націй, отримавши ступінь бакалавра мистецтв з латинської мови, з відзнакою та був прийнятий до товариства Фі Бета Каппа. Потім Черрі вступив до Школи права Університету Оклахоми, де отримав ступінь доктора права в 1975 році.
З 1975 по 1982 рік Черрі займався адвокатською практикою в Оклахома-Сіті та Едмонді, штат Оклахома, спеціалізуючись на транспортному праві в Міждержавній комерційній комісії. У 1976 році видавництво DAW Books опублікувало два романи Сі Джей Черрі, і Черрі супроводжував їх на Всесвітній конвенції наукової фантастики 1976 року в Канзас-Сіті. Там він познайомився з багатьма письменниками, редакторами та видавцями, а також з кількома художниками, які малювали обкладинки книжок наукової фантастики та фентезі. Особливо виділявся Майкл Велан. Черрі вже знав, хто він такий, оскільки Майкл створив обкладинки для книг Сі Джей, а також обкладинку для книги Меріон Зіммер Бредлі, яку в той час Черрі випадково читав. Оригінал картини був виставлений на мистецькій виставці на з'їзді, і Черрі зміг купити її на аукціоні. Пізніше того ж вечора Черрі зміг зустрітися з Майклом на вечері, на яку їх запросив видавець Сі Джей Дональд А. Воллгейм з DAW Books. Черрі вважає, що ця зустріч надихнула його на перехід від адвоката до ілюстратора.
У 1981 році Сі Джей Черрі запропонувала Девіду Черрі зробити обкладинку та внутрішні ілюстрації для Елдвуда, фентезійної новели, яку Сі Джей випускала у видавництві Дональда М. Гранта. У 1982 році Черрі закрив двері своєї юридичної фірми і зосередився на вдосконаленні своїх навичок роботи з олівцем і фарбами. Його проблема полягала в тому, що робота над Елдвудом була майже єдиною кольоровою роботою, яку він коли-небудь робив. Як художнику, йому ще багато чого треба було навчитися.

## Життєпис: 1982—2000
У 1987 році Черрі отримав дві нагороди Чеслі: одну за найкращу ілюстрацію обкладинки та одну за найкращу кольорову роботу. Нагороди Чеслі щорічно вручає ASFA (Асоціація художників наукової фантастики та фентезі), щоб відзначити передові досягнення в цій галузі. У наступні роки Черрі буде номінований ще на шістнадцять нагород Чеслі, шість із яких він виграв. Черрі виграв практично всі інші нагороди за своє мистецтво, окрім премії Г'юго за найкращого художника. Його номінували на цю премію 10 разів.
Ще одна важлива віха в кар'єрі Черрі сталася в 1987 році. Видавництво Donning Company випустило книгу з 40 картинами Черрі разом із трактатом, написаним Черрі, який містить покрокові інструкції щодо його техніки малювання того часу. Книга мала назву Уява: Мистецтво та техніка Девіда А. Черрі. У 1988 році ця книга була номінована на премію Г'юго як найкраща документальна книга 1987 року.
У 1991 році науково-фантастичне оповідання Черрі Дивак на вулиці з'явилося в антології Воєнні роки: Війна за Юпітер під редакцією Вільяма Фосетта та Девіда Дрейка, виданої ROC Books.
У 1993 році видавництво Ballantine Books готувалося видати журнальну книгу під назвою Мистецтво Майкла Велана як данину мистецтву, яке він створював для Ballantine Books протягом багатьох років. Він попросив Черрі взяти у нього інтерв'ю як у свого колеги-художника, і включене інтерв'ю має назву Матеріали та методи.
У 1995 році видавнича група Friedlander опублікувала набір із п'ятдесяти колекційних карток під назвою Фентезійні художні листівки від Девіда Черрі. Того ж року Artist's Market опублікувала головну статтю Черрі під назвою Дослідження перетворює фантазію на реальність, у якій Черрі представив власний погляд на повсякденні зусилля, пов'язані з веденням успішного бізнесу як позаштатного ілюстратора. 1995 рік також був роком, коли Черрі отримав честь отримати запрошення від The Fellows of the Smithsonian виступити в Смітсонівському інституті та виступити з презентацією про своє мистецтво та кар'єру. Також у 1995 році Черрі було обрано одним із членів журі Spectrum 2, щорічного видання Spectrum Fantastic Art.
З 1980 року Черрі жив на Pineoak Drive в Едмонді, штат Оклахома, і працював там у своїй студії, але в грудні 1999 року він і його сім'я переїхали до Мак-Кінні, штат Техас, передмістя Далласа. Влаштувавшись, Черрі прийняв пропозицію Вільяма Фосетта зробити обкладинку та всі внутрішні ілюстрації — кольорові та монохромні — для великої книжки журнального столика для Ballantine Books під назвою Світ Шаннари, супутнього путівника до фантастичного світу, створеного Террі Бруксом.

## Життєпис: 2000—2008
Черрі ще не завершив роботу над проектом Світ Шаннари, коли отримав пропозицію від Тоні Гудмена, власника та генерального директора Ensemble Studios, ігрової компанії в Далласі, яка збиралася розпочати виробництво комп'ютерної гри під назвою Age of Mythology. Посада була старший концептуальний художник, і Черрі відповідатиме за концептуальне мистецтво для всіх малих і великих богів і богинь греків, римлян, скандинавів і єгиптян. Невдовзі після того, як Черрі підписав контракт із Ensemble Studios, її придбала Microsoft. Світ Шаннари авторства Террі Брукс і проілюстрований Девідом Черрі, був опублікований Ballantine Books у 2001 році. Це був би останній незалежний ілюстративний проєкт Черрі за довгий час.
Гру Age of Mythology від Ensemble Studios, Inc. опублікувала Microsoft у 2002 році. Під час розробки гри робота Черрі в Ensemble Studios почала змінюватися відповідно до мінливих художніх потреб проєкту, в результаті чого він «готував маркетингові матеріали: оголошення, брошури, обкладинки журналів тощо». Окрім численних обкладинок журналів, Черрі створив обкладинку коробки для гри. На щорічній виставці Electronic Entertainment Expo в 2001 році його обкладинка коробки була виставлена семиповерховою висотою прямо над входом на E3. Згодом Черрі сам навчився працювати в 3D Studio Max і приєднався до групи моделювання ансамблів. Після Age of Mythology Черрі залишився з Ensemble через виробництво та випуск його пакету розширення Age of Mythology: The Titans; Age of Empires III та його пакет розширення Age of Empires III: Азійські династії; а також названу для Xbox: Halo Wars. Йому часто доводилося перемикатися між підготовкою маркетингового мистецтва та створенням ігрового контенту в 3D.
У 2008 році Microsoft вирішила закрити Ensemble Studios, тоді Черрі звернувся до The Guildhall at SMU. — аспірантури, яка пропонує ступінь магістра з інтерактивних технологій, розроблена «з нуля, щоб забезпечити таку саму підтримку індустрії виробництва ігор, яку надають юридичні школи для юридичної практики, а медичні школи — для практики мистецтво лікування». Там працював з 2009 року до 31 грудня 2012 року. Під час перебування там Черрі став головою мистецького відділу, а також очолив магістерську програму для обкладинок альбомів. Потім Черрі очолив комітет, відповідальний за повне переписування цієї навчальної програми.

## Життєпис: 2013–по теперішній час
У 2013 році Черрі переїхав з Далласа в Норман, штат Оклахома, де його дочка, Кассандра Лі Черрі, закінчувала коледж в Університеті Оклахоми. Його заявлена мета з цього моменту «займатися мистецтвом, щоб потішити себе, і, можливо, час від часу показувати роботу, якщо я нею задоволений».

## Відзнаки та нагороди
- 2002 Художник, почесний гість на ConJose, 60-й щорічній Всесвітній конвенції наукової фантастики[13]
- 1995 р. запрошений доповідач у Смітсонівському інституті
- 1995 Суддя для 1994 Spectrum Annual
- Премія Чеслі 1993 року за найкращу ілюстрацію обкладинки 1992 року — книга в м'якій палітурці (The Bladeswoman) — обкладинка Sword and Sorceress IX Маріон Зіммер Бредлі (DAW Books)[10]
- Премія Чеслі 1993 року за найкращий монохромний фільм 1992 року (Tag, You're it!)[10]
- Премія Чеслі 1992 року за найкращу ілюстрацію обкладинки 1991 року — книга в м'якій обкладинці (The Healer) — обкладинка Меча та чар VIII Маріон Зіммер Бредлі (DAW Books)[10]
- Премія Чеслі 1992 року за найкращу кольорову картину — неопублікована (Filia Mea)[10]
- 1991 Премія Поллі Фріз за художні заслуги
- 1991 Премія Френка Р. Пола за художні досягнення
- 1991 Премія Skylark за вагомий внесок у галузь наукової фантастики
- 1990 Премія Поллі Фріз за художні заслуги
- Премія Чеслі 1989 року за внесок у галузь наукової фантастики та мистецтва фентезі — за лобіювання проти застосування єдиних правил капіталізації до художників[10]
- Номінація на премію Г'юго 1988 року за найкращу науково-популярну книгу 1987 року (за «УЯВА: МИСТЕЦТВО ТА ТЕХНІКА ДАВИДА ЧЕРРІ»)[11]
- 1988 Премія Чеслі — внесок у сферу наукової фантастики та фентезі художників (за реорганізацію Асоціації наукової фантастики та фентезі художників та інші послуги як президент цієї організації.)[10]
- Премія Чеслі 1986 року за найкращу ілюстрацію обкладинки — у твердій палітурці («Повернення Ченнура додому»)[10]
- Премія Чеслі 1986 року за найкращу кольорову роботу — неопублікована (The Offering)[10]

## Виставки
- 1994 У МАЙБУТНЄ

— Центр Чарльза Б. Годдарда в Ардморі, Оклахома.
- 1993 МАГІЯ: НАЦІОНАЛЬНЕ ПОКАЗ ТА РОЗПРОДАЖ 1993 РОКУ

— у галереї Repartee у Парк-Сіті, штат Юта.
- 1992—1993 МИСТЕЦТВО КОСМОСУ

— Мандрівна виставка астрономічного мистецтва, що подорожує Сполученими Штатами та Канадою. Спонсоровано Міжнародною асоціацією астрономічного мистецтва
- 1990 У СНІ НА ПРОБУДЖЕННІ: МИСТЕЦТВО ФЕНТЕЗІ

— в атріумі на Парк-авеню в Нью-Йорку, за підтримки Olympia and York.
- 1990 У МАЙБУТНЄ: МИСТЕЦТВО НАУКОВОЇ ФАНТАСТИКИ

— в атріумі Парк-авеню в Нью-Йорку. Спонсор Olympia та York.
- 1989 МИСТЕЦТВО ФЕНТЕЗІ ТА НАУКОВОЇ ФАНТАСТИКИ

— у Делаверському художньому музеї, Вілмінгтон, штат Делавер.
- 1989 ЗАПРОШЕННЯ ВИСТАВКИ НАУКОВОЇ ФАНТАСТИКИ ТА ФЕНТЕЗІ

— Студія 125, Атланта, Джорджія
- 1988 НАУКОВА ФАНТАСТИКА '88

— у Науковому центрі Орландо, Орландо, Флорида
- 1986 ЗАПРОШЕННЯ ВИСТАВКИ НАЦІОНАЛЬНОЇ АКАДЕМІЇ ФАНТАСТИЧНОГО МИСТЕЦТВА

— у Художньому музеї Делавера, Вілмінгтон, Делавер
- 1984 РІК МУЖУЮЧА ВИСТАВКА ФЕНТЕЗІЙНОГО МИСТЕЦТВА 1984 РОКУ

— за підтримки Культурно-мистецької ради Плано, Техас

## Професійні асоціації
- Асоціація художників наукової фантастики та фентезі
  - Член з 1983 року
  - Колишній президент — з 1988 по 1990 рік
  - Віце-президент — 2004—2006
- Письменники-фантасти Америки
  - Член 1988—1999
- Національна академія фантастичного мистецтва
  - Член правління 1986—1987
- Асоціація адвокатів Оклахоми
  - Член з 1975 року